# Helliar Holm
Pour les articles homonymes, voir Holm.
Helliar Holm est une petite île inhabitée du Royaume-Uni située dans l'archipel des Orcades, en Écosse.

## Géographie
Elle est située au sud de Shapinsay à laquelle elle est reliée à marée basse. On y trouve également un cairn et des vestiges d'un broch et d'une chapelle. 
Elle dispose d'un phare de 13 mètres de hauteur, construit en 1893 et automatisé en 1967.

Le phare d'Helliar Holm.

## Référence
- (en) Cet article est partiellement ou en totalité issu de l’article de Wikipédia en anglais intitulé « Helliar Holm » (voir la liste des auteurs).